# Оксе-Дюрес
Оксе́-Дюре́с (фр. Auxey-Duresses) — коммуна во Франции, находится в регионе Бургундия. Департамент коммуны — Кот-д’Ор. Входит в состав кантона Бон-Север. Округ коммуны — Бон.
Код INSEE коммуны — 21037.

## Население
Население коммуны на 2010 год составляло 333 человека.
| 1962 | 1968 | 1975 | 1982 | 1990 | 1999 | 2010 |
| ---- | ---- | ---- | ---- | ---- | ---- | ---- |
| 398  | 407  | 329  | 345  | 351  | 367  | 333  |

## Экономика
В 2010 году среди 213 человек трудоспособного возраста (15—64 лет) 161 были экономически активными, 52 — неактивными (показатель активности — 75,6 %, в 1999 году было 73,2 %). Из 161 активных жителей работали 151 человек (86 мужчин и 65 женщин), безработных было 10 (5 мужчин и 5 женщин). Среди 52 неактивных 14 человек были учениками или студентами, 25 — пенсионерами, 13 были неактивными по другим причинам.